# Carl Gustaf Arvidson
Carl Gustaf Arvidson, född 14 april 1791 i Norra Sandsjö socken, Jönköpings län, död 7 april 1872 i Lidköpings församling, Skaraborgs län.  var en svensk borgmästare och riksdagsman.
Efter studier i Lund var han auskultant vid Göta hovrätt 1812–1815 och tjänstgjorde sedan som magistratssekreterare i Mariestad. År 1919 utsågs Arvidson till borgmästare i Lidköpings stad, en post han innehade fram till sin död. Han var riksdagsman i borgarståndet för Lidköping, Hjo stad och Kungsbacka stad vid riksdagen 1823 och var då bland annat ledamot i lagutskottet, bevillningsutskottet och de förstärkta stats- och bankoutskotten samt i borgarståndets besvärsutskott.